# Франс Снейдерс
Франс Снейдерс (нід. Franz Snyders, або Frans Snijders; хрещений 11 листопада, 1579, Антверпен — 19 серпня 1657, Антверпен) — фламандський художник, майстер анімалістичних сцен та натюрмортів, представник стилю бароко у Фландрії (тепер Бельгія).

## Біографія
Точної дати народження художника не збережено. Хрещення відбулося 11 листопада 1579 року.
Художнє навчання отримав в майстернях Пітера Брейгеля молодшого та Гендріка ван Балена. Його дружина — рідна сестра художників Корнеліса де Вос та Пауля де Вос. (З творами майстерні Корнеліса де Вос пов'язують жіночий портрет в музеї Ханенків у Києві).

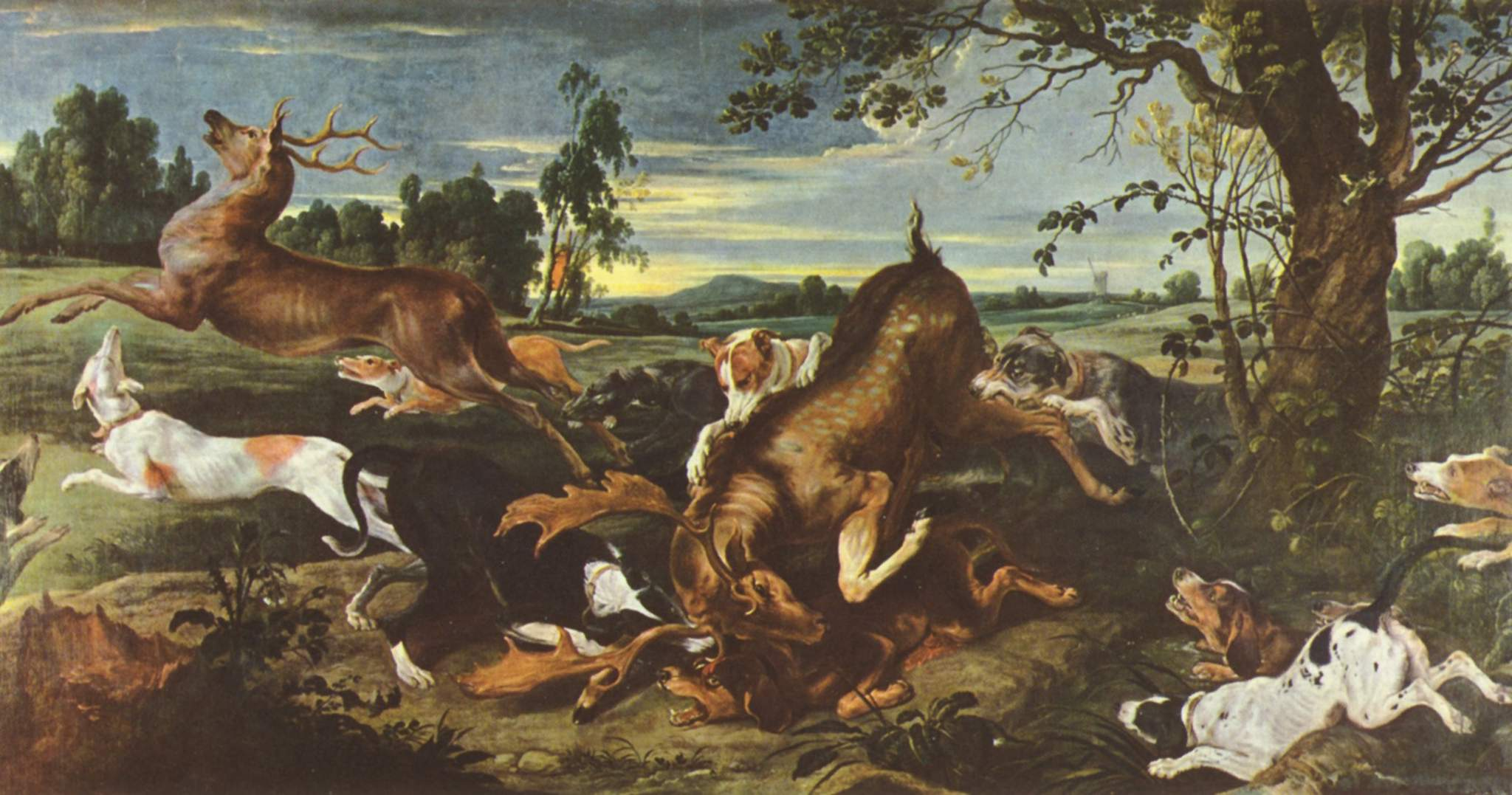
Полювання на оленів

Два роки (1608—1609) працював в Італії, що сприяло підвищенню майстерності митця та налагодженню зв'язків з місцевими майстрами, що теж працювали в Італії. Антверпенські художники навіть утворили клуб тих, хто подорожував по Італії та працював там — «Товариство романістів» (від назви Roma — Рим). Франс Снейдерс у 1628 році був обраний навіть деканом цього товариства.
Майстерність і здібності художника шанував сам Рубенс, що теж жив і працював в Італії і знався на людях та їхніх здібностях. Рубенс запросив майстра до своєї майстерні і доручив йому писати квіти, тварин та фрукти на своїх полотнах, при цьому не обмежував самостійну творчість Снейдерса.
В аристократичних колах попитом користувалися сцени полювань та зображення диких тварин. Франс Снейдерс — один з найкращих майстрів подібних сцен попри авторство багатьох натюрмортів, що уславили його та місцеве бароко в Європі.
Помер в місті Антверпен 19 серпня 1657 року.

## Перелік деяких творів

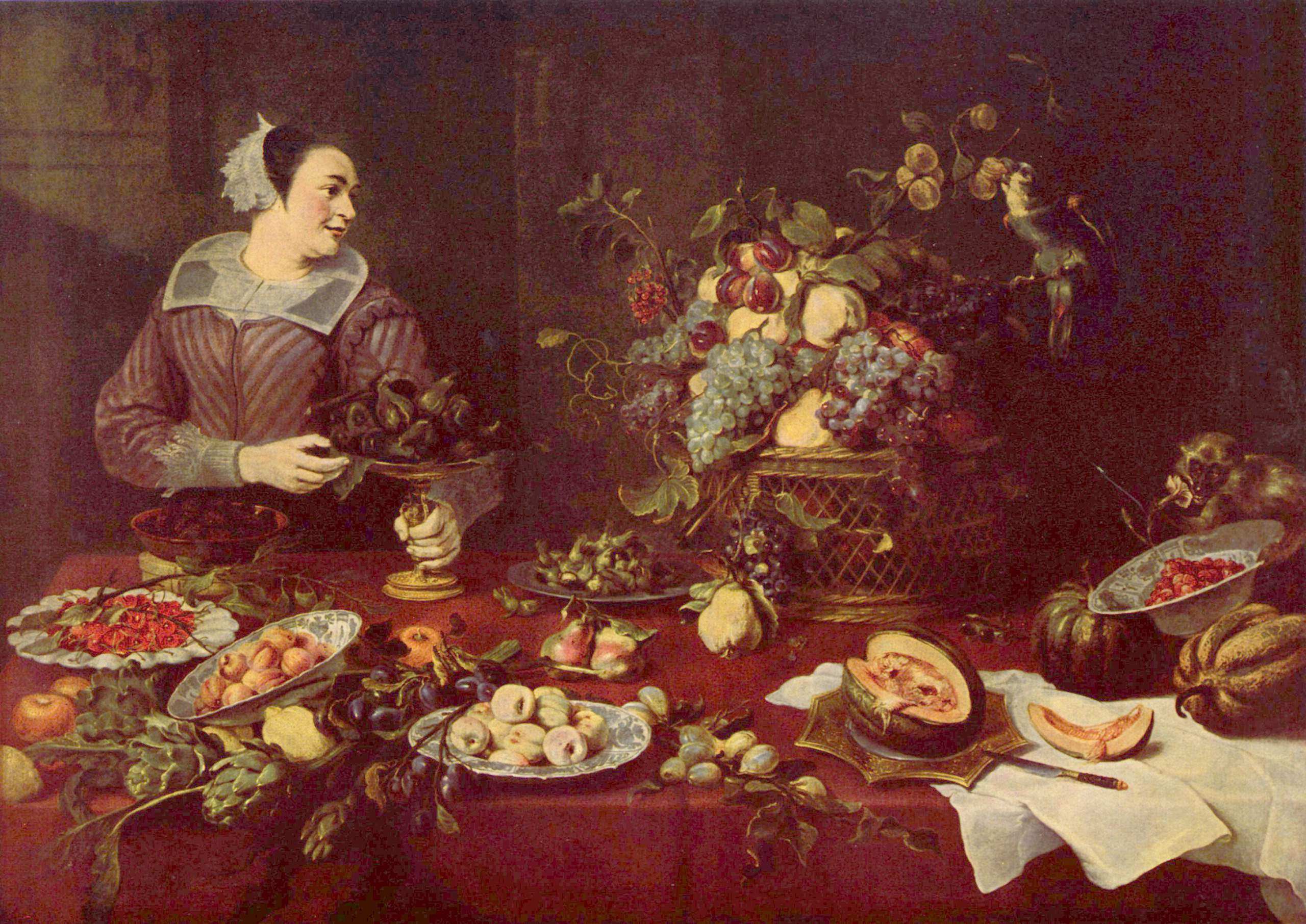
Фруктова крамниця, 1636, Прадо, Мадрид

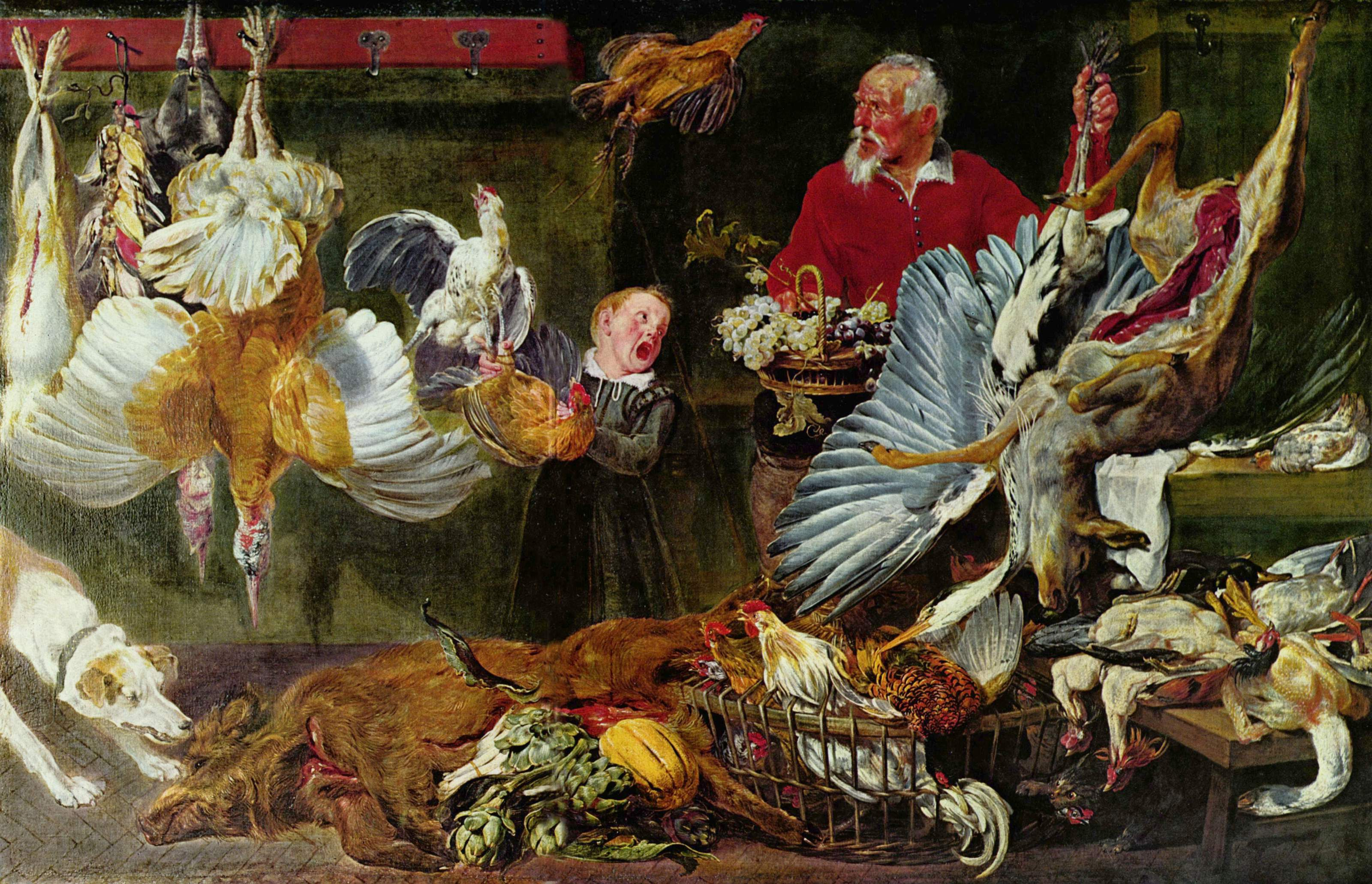
Спритна курка, Національна галерея, Осло.

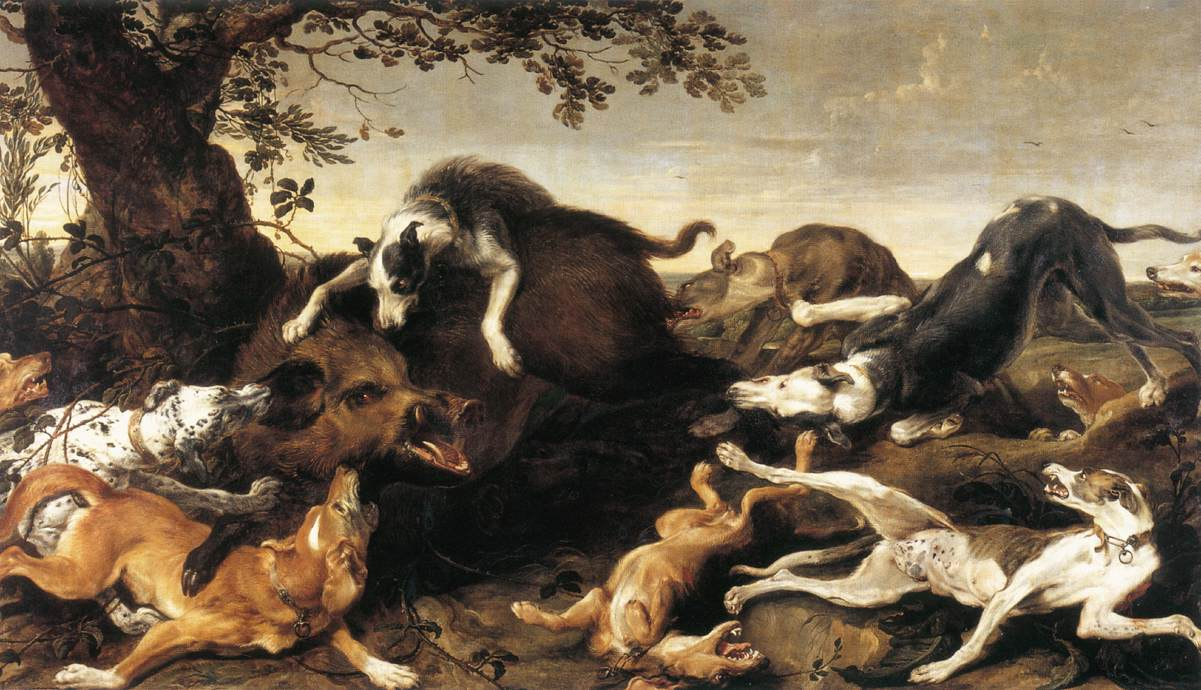
Полювання на дикого кабана.

- Натюрморт з лебедем
- Рибна крамниця
- Фруктова крамниця, Ермітаж
- Полювання на оленів
- Рибний ринок, Відень
- Полювання на вепра
- Натюрморт з кошиком фруктів
- Натюрморт з крабом та фруктами
- Пташиний концерт
- Натюрморт з динею та фруктами
- Риби на березі та коти

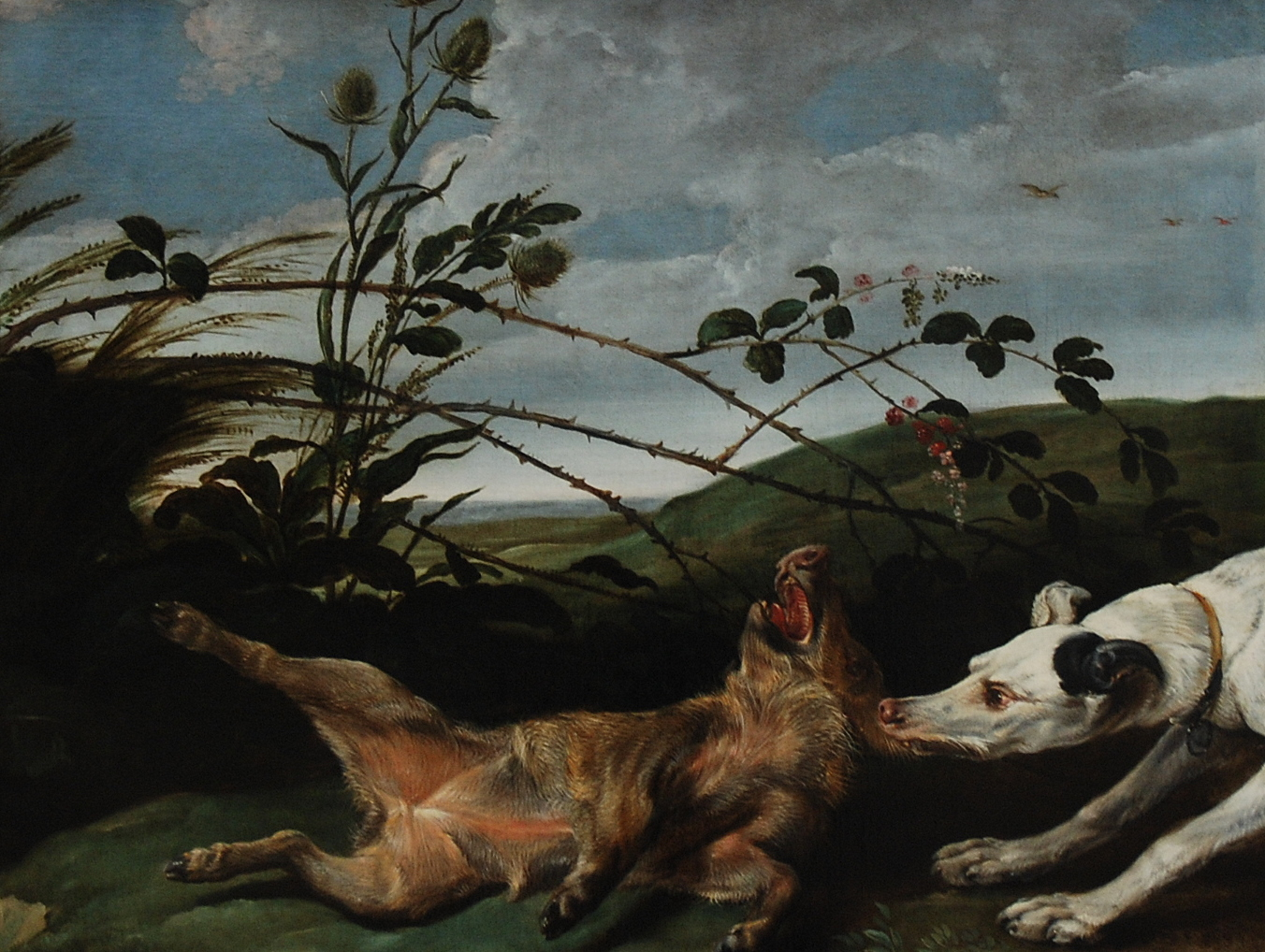
Вдале полювання , Гент.
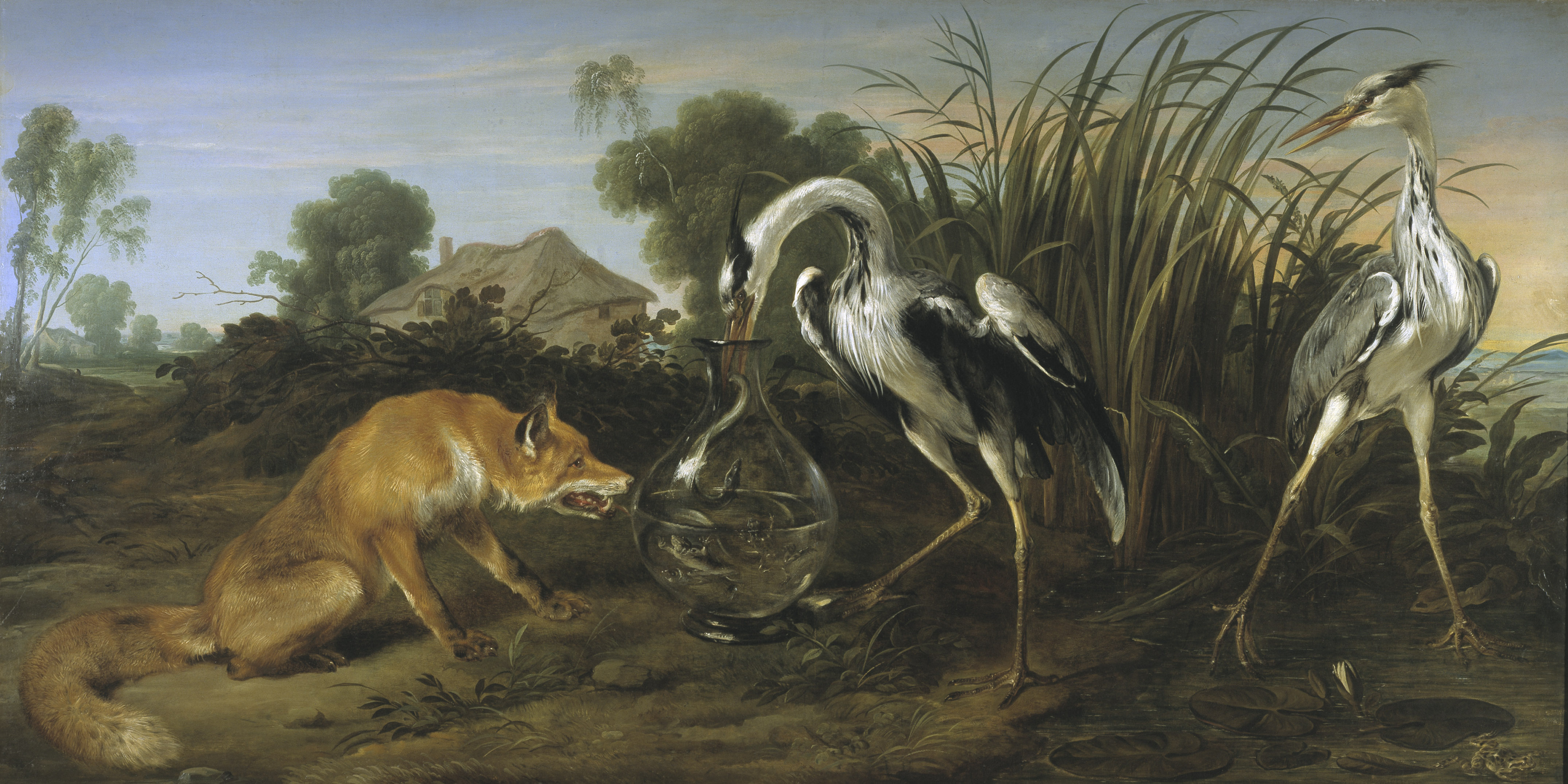
Лисиця і чаплі,
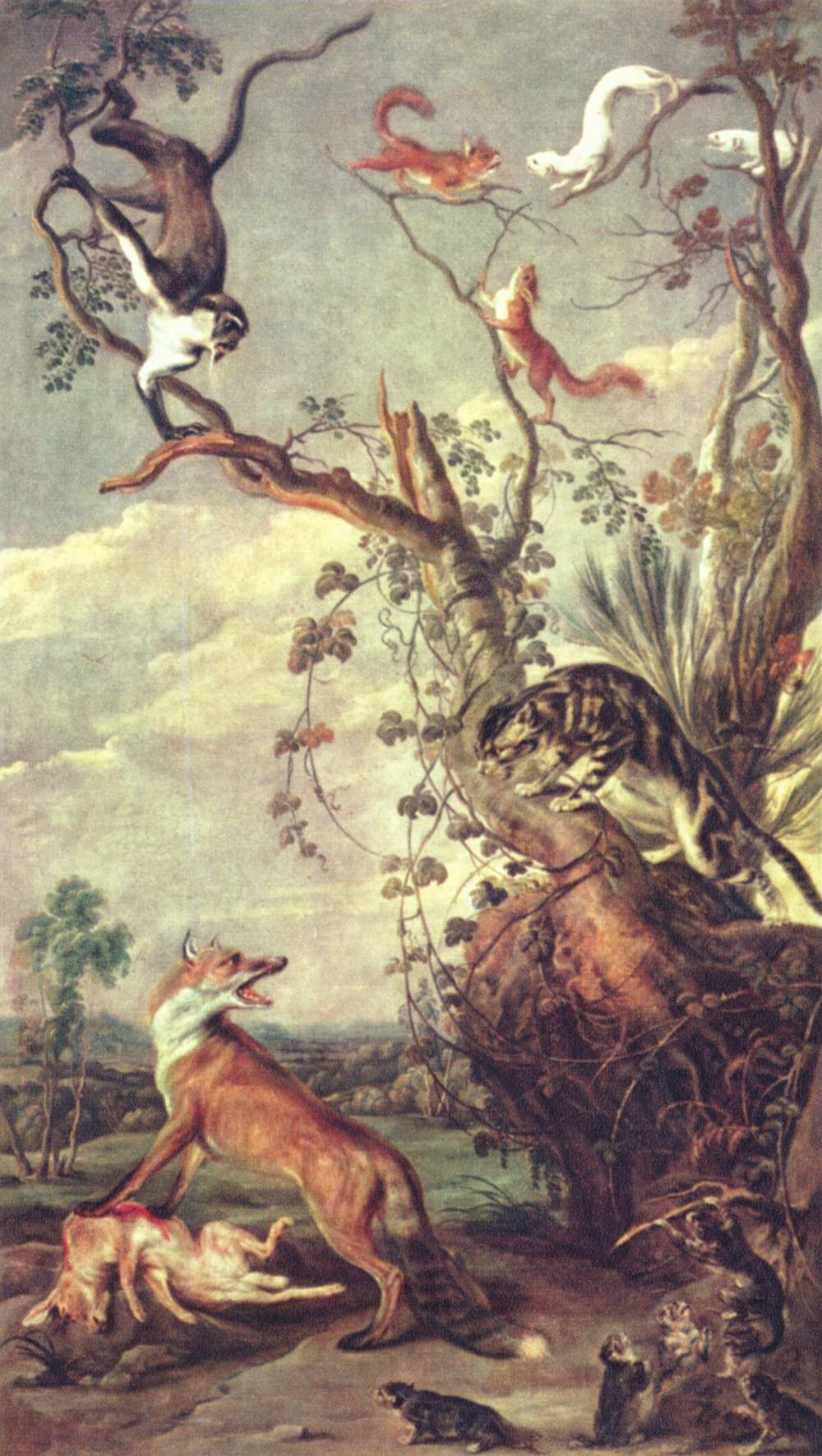
Лисиця і кішка, Прадо
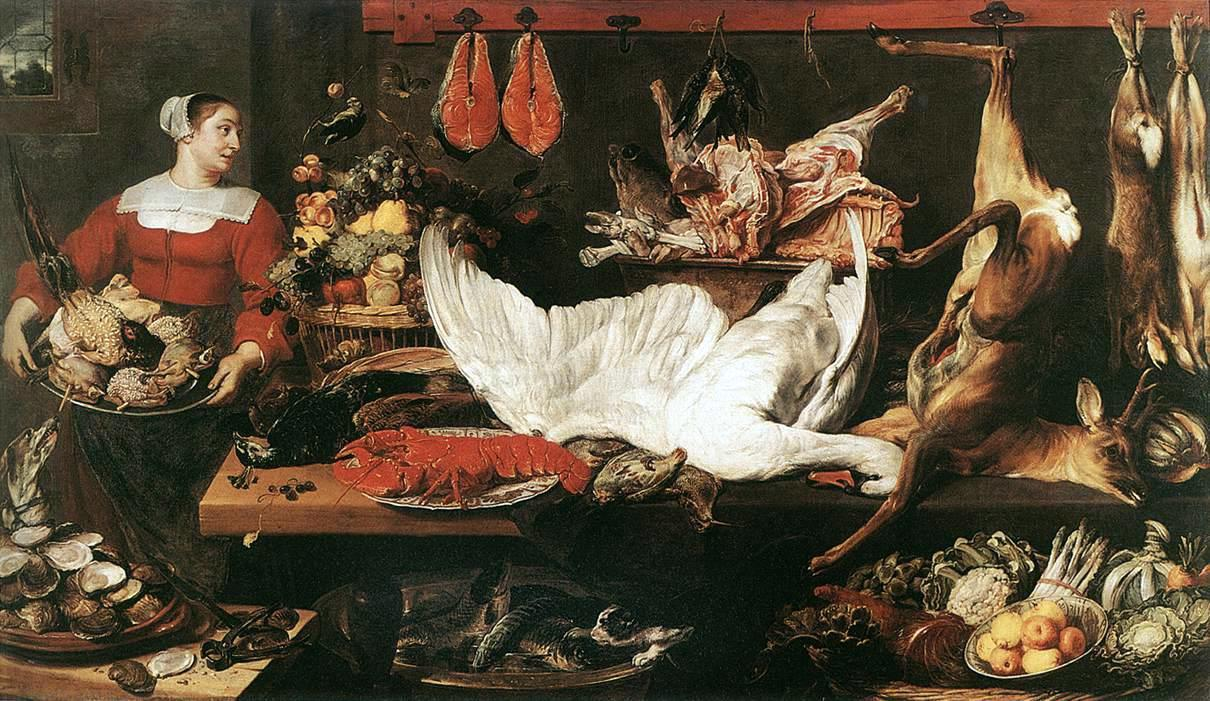
Комора, бл. 1620
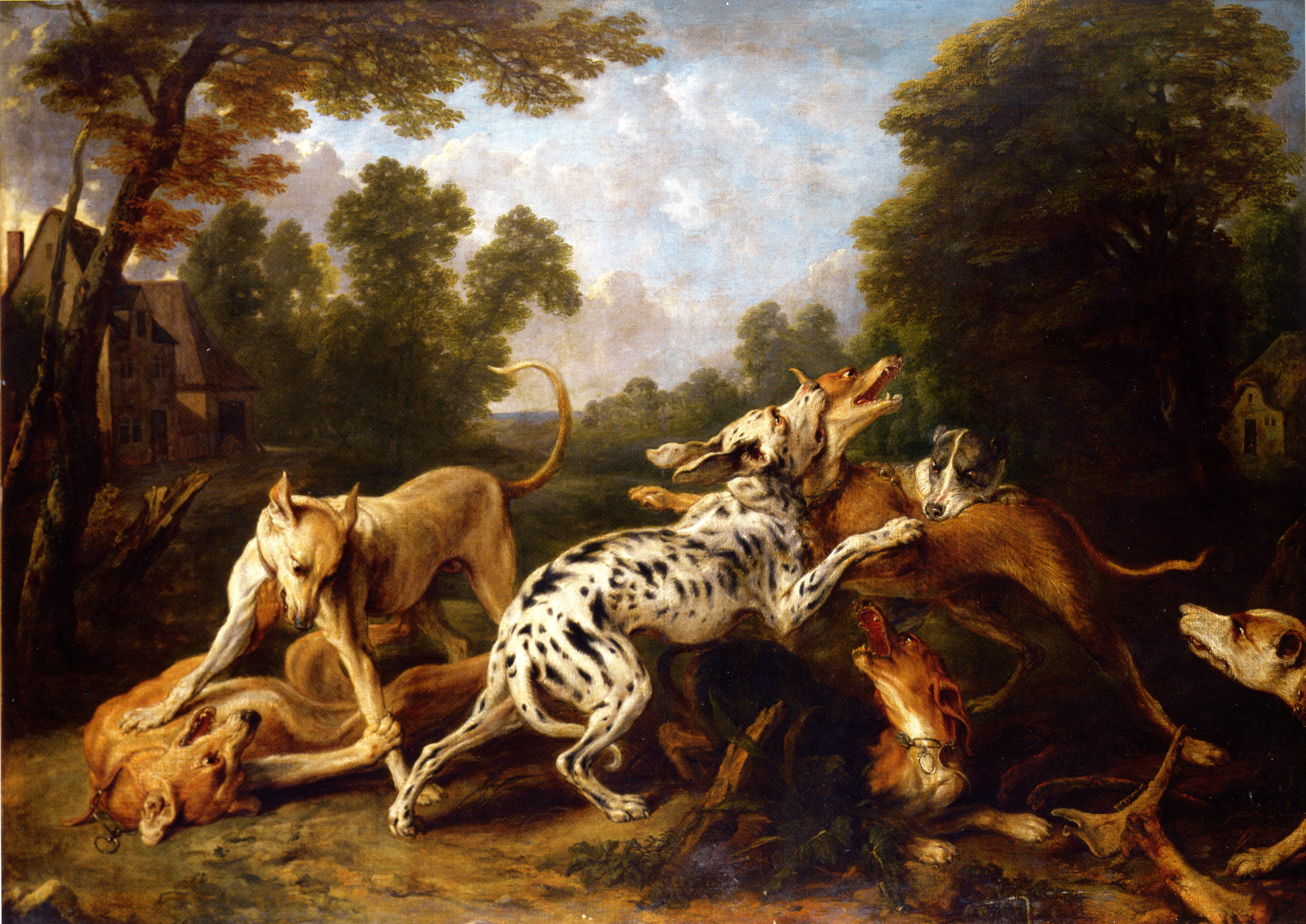
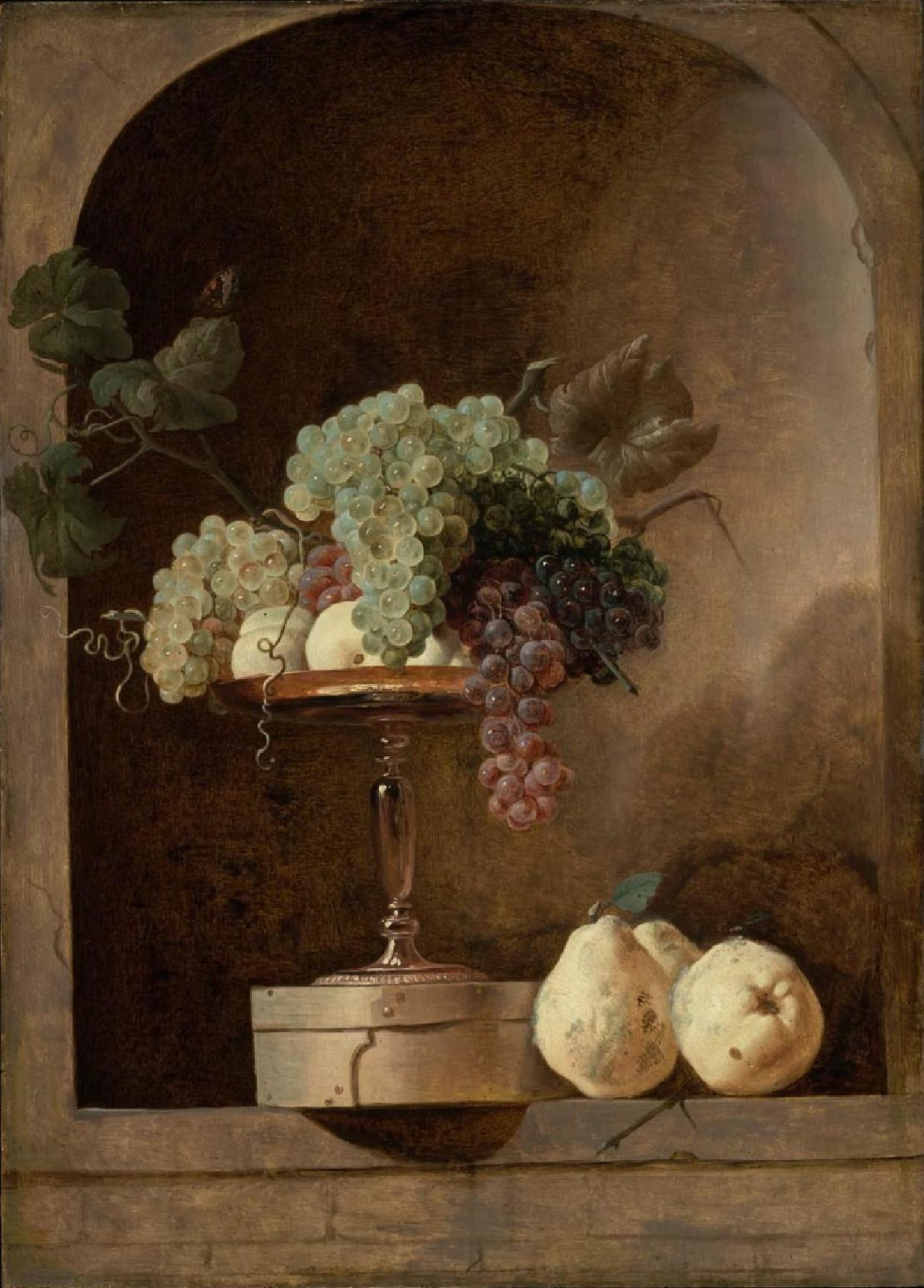
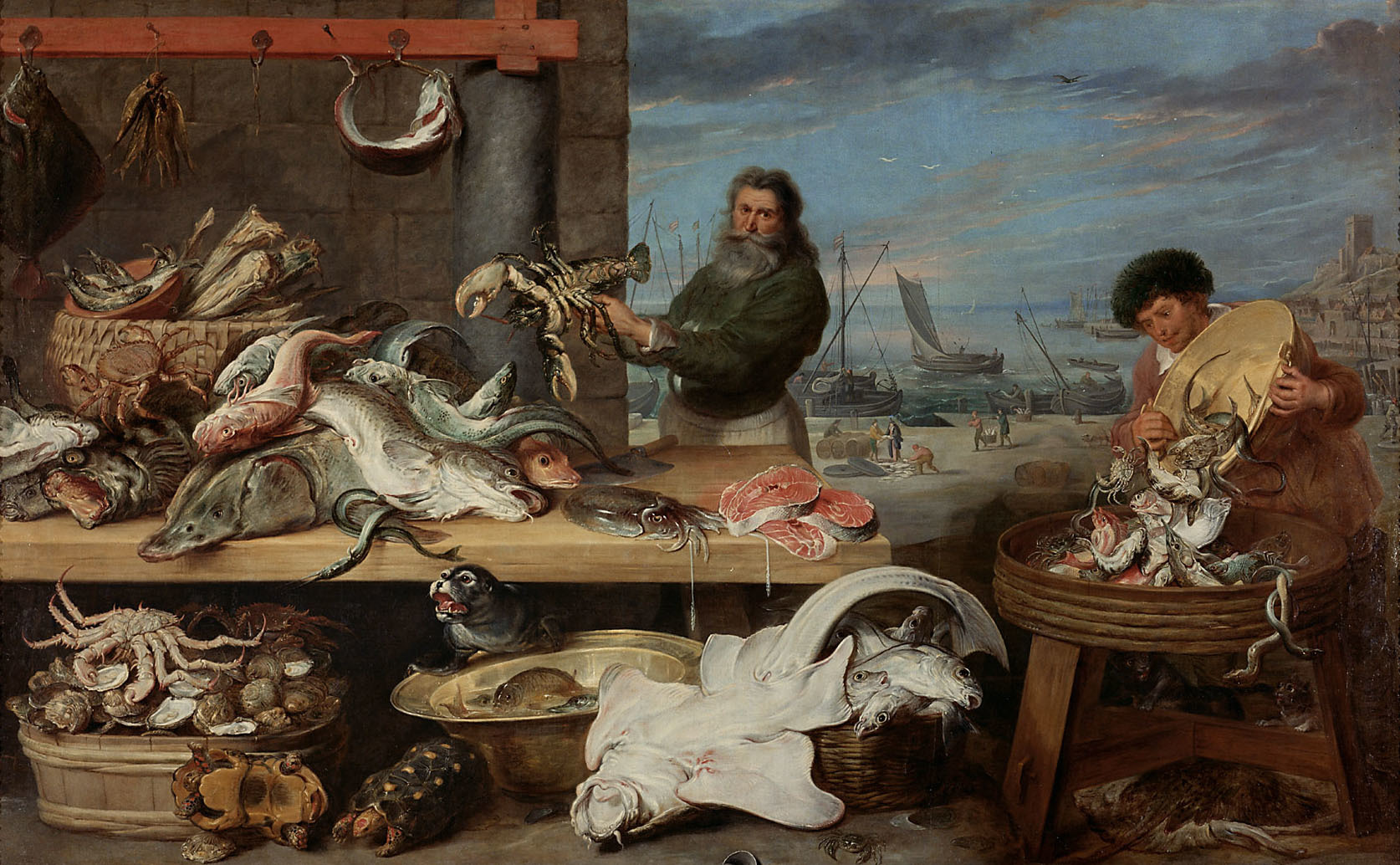
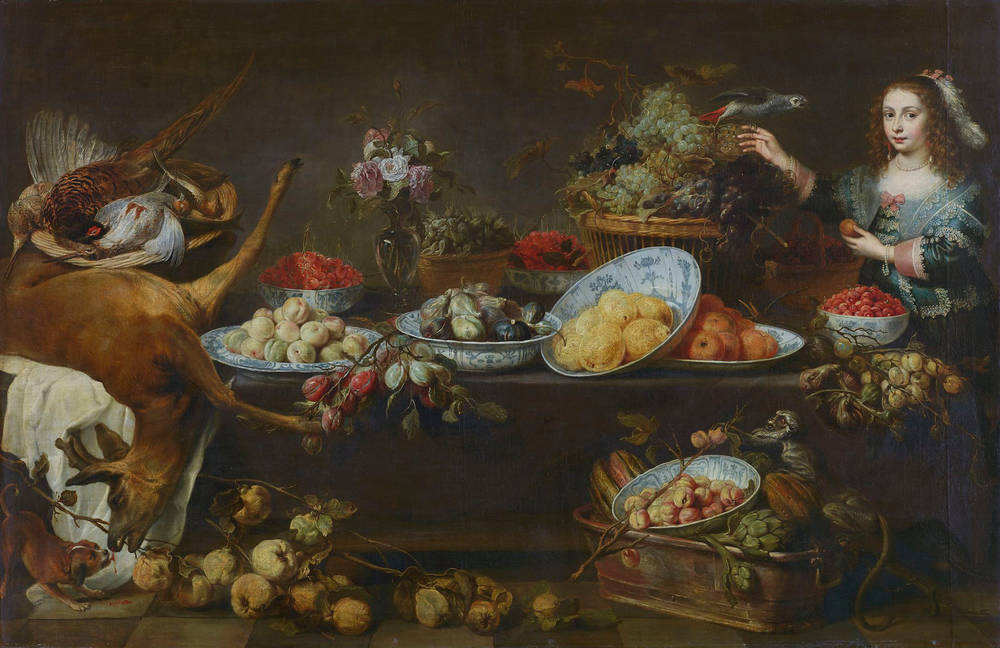